# Новополтавка (Херсонская область)
Новополтавка (укр. Новополтавка) — село в Калиновской поселковой общине Бериславского района Херсонской области Украины.
Почтовый индекс — 74132. Телефонный код — 5532. Код КОАТУУ — 6520955703.

## Население
Население по переписи 2001 года составляло 430 человек.

### Языковой состав
Родной язык населения по данным переписи 2001 года:
| Язык       | Численность, чел. | Доля     |
| ---------- | ----------------- | -------- |
| Украинский | 369               | 85,81 %  |
| Русский    | 57                | 13,26 %  |
| Другое     | 4                 | 0,93 %   |
| Итого      | 430               | 100,00 % |

## Местный совет
74131, Херсонская обл., Великоалександровский р-н, пгт Кали́новское, ул. Советская, 114